# Plan-relief d'Arras
Le plan-relief de la ville d'Arras est une maquette de la ville et de la cité d'Arras réalisée par l'ingénieur du roi Ladevèze entre 1716 et 1718. Élaboré pour répondre au besoin de défense des places-fortes de Vauban après l'expansion du Royaume de France sous Louis XIV, le plan-relief représente la ville, ses fortifications, ainsi que sa campagne environnante. La maquette étant sévèrement endommagée pendant la Première Guerre mondiale, les panneaux restants furent restaurés par Honoré Bernard dans les années 1960 et sont aujourd'hui exposés au musée des Beaux-Arts d'Arras.

## Historique

### Le plan-relief comme outil militaire (1717-1893)

#### Datation
La datation exacte du plan-relief de la ville a longtemps été inconnue des historiens de la ville. Les travaux de restauration de la maquette par Honoré Bernard dans les années 60 ont permis une réflexion quant à cette datation. La date traditionnellement attribuée au plan-relief est celle de 1716, présente sur le cartel de l'œuvre encore aujourd'hui, du fait de deux brouillons de lettres de Ladevèze retrouvées dans les archives du musée des Plans-reliefs. Grâce à l'étude des monuments visibles sur le plan-relief, Honoré Bernard confirme que le plan-relief a bien été conçu dans une fourchette comprise entre 1712 et 1724. L'étude récente des comptes de la ville a permis de retrouver la période durant laquelle Ladevèze fut logé dans la ville pour concevoir le plan, sur une période comprise entre les deniers mois de 1716 et janvier 1718. La date de 1717 semble ainsi aujourd'hui la plus probable pour la conception complète du plan.

#### Les restaurations successives
Le plan-relief de la ville d'Arras est restauré plusieurs fois au cours de son Histoire. En effet, le but d'un plan-relief est également de le maintenir à jour pour tout éventuel conflit qui pourrait éclater. Ainsi, la représentation de la porte Ronville est amputée de plusieurs de ses tours médiévales au gré des travaux effectués sur la véritable porte dans la ville. De même, la courtine située entre le pré Cagnon et le quartier Saint-Etienne fut supprimée pour des raisons inconnues.

### Le plan-relief comme objet patrimonial (1893-présent)

#### Démantèlement des remparts et achat du plan-relief par la ville
La fin du XIXe siècle marque également la fin des fortifications comme moyen de défense lors d'une guerre. L'artillerie est en effet devenue trop puissante et précise pour permettre une défense efficace, tout comme les remparts empêchent les villes de développer leurs axes routiers. C'est dans ce contexte que la ville d'Arras procède au démantèlement de ses remparts en 1893. Le plan-relief n'est ainsi plus un outil stratégique de défense et commence à être vu comme un véritable objet patrimonial permettant de visualiser la ville sous l'Ancien Régime. La ville d'Arras achète ainsi le plan-relief au musée des Invalides en 1904 afin de le présenter au public dans son propre musée des beaux-arts.

#### Première Guerre mondiale
Lors de la Première Guerre mondiale, le plan-relief se trouve ainsi, comme les archives départementales du Pas-de-Calais, dans l'ancienne abbaye Saint-Vaast au cœur de la ville. En 1915, les Allemands décident de bombarder le bâtiment avec des bombes incendiaires, faisant brûler une grande partie de la collection d'archives du département. Le sort du plan-relief ne nous est pas bien connu, et il est communément dit que les panneaux représentant la campagne arrageoise ont été utilisés comme combustible par les soldats anglais retranchés dans la ville, sans que cela puisse être véritablement établi. Le plan se voit ainsi amputé d'une majeure partie de sa superficie, dont seuls subsistent les panneaux représentant la ville, une partie de la cité (sans la paroisse Saint-Nicaise) et le village de Saint-Nicolas. Les faubourgs Ronville, Saint-Sauveur ou d'Amiens, tout comme la citadelle, font partie des lieux figurant sur les panneaux disparus dont seules subsistent quelques photographies du début du XXe siècle.

#### Restauration
Le plan-relief est profondément restauré par Honoré Bernard dans les années 1960, afin de se rapprocher le plus possible de la représentation originelle de la ville par Ladevèze, en supprimant les différentes restaurations postérieures.

## Description

### Lieux identifiables
De nombreux lieux représentés sur le plan-relief ont été détruits lors de la Révolution ou de la Première Guerre mondiale. Cependant, le recensement précis de ces lieux par des historiens du XIXe siècle nous permet de dresser presque parfaitement le portrait de la ville à cette époque.
| Illustration           | Lieu                                                                          | Type                                         | Localisation actuelle                                     | Notes |
| Ville d'Arras          | Ville d'Arras                                                                 | Ville d'Arras                                | Ville d'Arras                                             | Ville d'Arras |
| Bâtiments religieux    | Bâtiments religieux                                                           | Bâtiments religieux                          | Bâtiments religieux                                       | Bâtiments religieux |
| ---------------------- | ----------------------------------------------------------------------------- | -------------------------------------------- | --------------------------------------------------------- | --- |
|                        | Abbaye Saint-Vaast                                                            | Abbaye                                       | 50° 17′ 32″ N, 2° 46′ 26″ E                               | |
|                        | Abbaye du Vivier                                                              | Abbaye                                       | 50° 17′ 42″ N, 2° 46′ 44″ E                               | |
|                        | Refuge de l'abbaye du Mont-Saint-Éloi                                         | Refuge d'abbaye                              | 50° 17′ 29″ N, 2° 46′ 09″ E                               | |
|                        | Couvent des Dominicains                                                       | Couvent (hommes)                             | 50° 17′ 26″ N, 2° 46′ 50″ E                               | |
|                        | Couvent des Carmes chaussés                                                   | Couvent (hommes)                             | 50° 17′ 18″ N, 2° 46′ 35″ E                               | |
|                        | Couvent des Capucins                                                          | Couvent (hommes)                             | 50° 17′ 18″ N, 2° 46′ 18″ E                               | |
|                        | Couvent des Récollets d'Arras                                                 | Couvent (hommes)                             | 50° 17′ 25″ N, 2° 46′ 32″ E                               | |
|                        | Couvent des Jésuites                                                          | Couvent (hommes), école                      | 50° 17′ 22″ N, 2° 46′ 23″ E                               | |
|                        | Couvent des Dames de la Thieuloye                                             | Couvent (femmes)                             | 50° 17′ 40″ N, 2° 46′ 47″ E                               | |
|                        | Couvent des Augustines                                                        | Couvent (femmes)                             | 50° 17′ 39″ N, 2° 46′ 37″ E                               | |
|                        | Couvent des Louez-Dieu                                                        | Couvent (femmes)                             | 50° 17′ 26″ N, 2° 46′ 15″ E                               | |
|                        | - Notre-Dame-en-Castel (bas gauche) - Collégiale Saint-Pierre (centre droite) | - Chapelle - Ancienne collégiale, infirmerie | -50° 17′ 30″ N, 2° 46′ 24″ E -50° 17′ 30″ N, 2° 46′ 24″ E | La collégiale Saint-Pierre n'est plus en fonction à cette époque, elle fut désacralisée et ses vestiges servent d'infirmerie à l'abbaye Saint-Vaast |
|                        | Chapelette du Jardin                                                          | Église paroissiale                           | 50° 17′ 43″ N, 2° 46′ 38″ E                               | |
|                        | Église Saint-Aubert                                                           | Église paroissiale                           | 50° 17′ 28″ N, 2° 46′ 15″ E                               | |
|                        | Église Saint-Nicolas-sur-les-Fossés                                           | Église paroissiale                           | 50° 17′ 24″ N, 2° 46′ 47″ E                               | |
|                        | Église Sainte-Croix                                                           | Église paroissiale                           | 50° 17′ 35″ N, 2° 46′ 43″ E                               | |
|                        | Église Sainte-Marie-Madeleine                                                 | Église paroissiale                           | 50° 17′ 29″ N, 2° 46′ 23″ E                               | |
|                        | Église Saint-Étienne                                                          | Église paroissiale                           | 50° 17′ 21″ N, 2° 46′ 15″ E                               | |
|                        | Église Saint-Géry                                                             | Église paroissiale                           | 50° 17′ 25″ N, 2° 46′ 36″ E                               | |
|                        | Église Saint-Jean-en-Ronville                                                 | Église paroissiale                           | 50° 17′ 20″ N, 2° 46′ 38″ E                               | |
|                        | Église Saint-Maurice                                                          | Église paroissiale                           | 50° 17′ 39″ N, 2° 46′ 15″ E                               | |
| Bâtiments civils       |                                                                               |                                              |                                                           | |
|                        | Place du Wetz-d'Amain                                                         | Place, Abreuvoir                             | 50° 17′ 30″ N, 2° 46′ 12″ E                               | |
|                        | Place du Marché-au-Poisson                                                    | Place                                        | 50° 17′ 26″ N, 2° 46′ 24″ E                               | |
|                        | Grand'Place                                                                   | Place                                        | 50° 17′ 31″ N, 2° 46′ 49″ E                               | |
|                        | Petite-place                                                                  | Place                                        | 50° 17′ 27″ N, 2° 46′ 40″ E                               | |
|                        | Beffroi & Hôtel de ville                                                      | Beffroi, Hôtel de Ville                      | 50° 17′ 28″ N, 2° 46′ 37″ E                               | |
|                        | - Sainte-Chandelle (gauche) - Maison rouge (droite)                           | - Chapelle - Bailliage                       | -50° 17′ 27″ N, 2° 46′ 41″ E -50° 17′ 27″ N, 2° 46′ 43″ E | |
|                        | Conseil d'Artois                                                              | Cour de justice d'appel                      | 50° 17′ 30″ N, 2° 46′ 19″ E                               | |
|                        | Hôpital Saint-Jean                                                            | Hôpital militaire                            | 50° 17′ 32″ N, 2° 46′ 14″ E                               | |
|                        | Le Rivage                                                                     | Port fluvial                                 | 50° 17′ 43″ N, 2° 46′ 30″ E                               | |
|                        | Hôtel de Gomiecourt                                                           | Hôtel particulier                            | 50° 17′ 23″ N, 2° 46′ 38″ E                               | Résidence du gouverneur de la ville |
|                        | Hôtel d'Egmont                                                                | Hôtel particulier                            | 50° 17′ 24″ N, 2° 46′ 38″ E                               | Résidence de l'intendant de la généralité d'Amiens puis de Lille lors de ses déplacements à Arras.                                                  |
| Bâtiments militaires   |                                                                               |                                              |                                                           | |
|                        | Ruines du donjon du château d'Arras                                           | Ancien château                               | 50° 17′ 25″ N, 2° 46′ 26″ E                               | |
|                        | Hôtel d'Epinoy                                                                | Hôtel particulier à usage de casernes        | 50° 17′ 18″ N, 2° 46′ 42″ E                               | |
|                        | Casernes d'Héronval                                                           | Casernes                                     | 50° 17′ 16″ N, 2° 46′ 26″ E                               | |
|                        | Casernes du Point-du-Jour                                                     | Casernes                                     | 50° 17′ 36″ N, 2° 46′ 55″ E                               | |
|                        | Ouvrages à cornes                                                             | Fortifications                               | 50° 17′ 50″ N, 2° 47′ 00″ E                               | Lieu de confluence de la grande-branche du Crinchon et de la Scarpe.                                                                                |
|                        | Bastion Saint-Michel                                                          | Fortifications, ancienne porte               | 50° 17′ 33″ N, 2° 46′ 58″ E                               | Ancienne porte Saint-Michel |
|                        | Porte Ronville                                                                | Porte                                        | 50° 17′ 16″ N, 2° 46′ 43″ E                               | |
| Cité d'Arras           |                                                                               |                                              |                                                           | |
| Bâtiments religieux    |                                                                               |                                              |                                                           | |
|                        | Cathédrale Notre-Dame-en-Cité                                                 | Cathédrale                                   | 50° 17′ 35″ N, 2° 45′ 55″ E                               | |
|                        | Église Saint-Nicolas-en-l'Âtre                                                | Église paroissiale                           | 50° 17′ 34″ N, 2° 46′ 00″ E                               | |
|                        | Palais épiscopal                                                              | Palais épiscopal                             | 50° 17′ 35″ N, 2° 45′ 52″ E                               | |
| Bâtiments civils       |                                                                               |                                              |                                                           | |
|                        | Hôtel de ville de la Cité                                                     | Hôtel de ville                               | 50° 17′ 35″ N, 2° 46′ 03″ E                               | |
| Bâtiments militaires   |                                                                               |                                              |                                                           | |
|                        | Casernes de l'Union                                                           | Casernes                                     | 50° 17′ 40″ N, 2° 46′ 06″ E                               | |
|                        | Porte et pont de Cité                                                         | Porte                                        | 50° 17′ 34″ N, 2° 46′ 06″ E                               | |
| Citadelle & pré Cagnon |                                                                               |                                              |                                                           | |
|                        | Casernes de l'esplanade                                                       | Casernes                                     | 50° 17′ 24″ N, 2° 46′ 00″ E                               | |
| Saint-Nicolas          |                                                                               |                                              |                                                           | |
|                        | Village & église de Saint-Nicolas                                             | Village                                      | 50° 18′ 04″ N, 2° 46′ 35″ E                               | |